# Troja (Praga)
Troja – część Pragi. W 2007 r. zamieszkiwało ją 14 679 osób. W dzielnicy tej zlokalizowany jest ogród zoologiczny, a także barokowy Pałac Trojski. Na jej obszarze funkcjonuje również wiele pól kempingowych.